# Gmina Turnišče
Turnišče – gmina w Słowenii. W 2002 roku liczyła 3422 mieszkańców.

## Miejscowości
Miejscowości wchodzące w skład gminy Turnišče:
- Gomilica
- Nedelica,
- Renkovci,
- Turnišče – siedziba gminy.